# Věra Vágnerová
Věra Vágnerová (28. března 1926, Krásensko – 1. ledna 2007, Brno) byla česká tanečnice, choreografka, baletní mistryně a pedagožka.

## Život
Lásku k divadlu ji přivedli její rodičové, kteří krátce po jejím narození se přestěhovali do Brna a už odmala s ní navštěvovali divadelní představení. Nejvíce si oblíbila balet, a proto už od čtyř let začala navštěvovat baletní školu Ivo Váni Psoty, kterou vedla jeho sestra Ljuba. Začala studovat gymnázium, ale když se Ivo Váňa Psota vrátil z ciziny a začal budovat soubor zahraničního typu, objevila se už jako dvanáctiletá v jeho světové premiéře Prokofjevova Romea a Julie jako Tybaltovo páže v Zemském divadle v Brně. V roce 1940 byla angažována jako elévku v témže divadle a byla pověřována výraznějšími úkoly. Během uzavření divadel v Protektorátu Čechy a Moravy tančila nějakou dobu v brněnském německém divadle, ale následně byla totálně nasazená v továrně v Bučovicích. Po skončení Druhé světové války v roce 1945 se stala sólistkou baletu v brněnském divadle. V tu chvíli zde působil Saša Machov a když v roce 1946 odcházel dělat šéfa baletního souboru Národního divadla v Praze, nabídl ji angažmá, kterou přijala a podepsala. Nakonec ale zůstala v Brně a začala se objevovat skoro ve všech inscenacích. Rozhodujícím faktorem pro zástání byl i příchod Ivo Váni Psoty v roce 1947 zpět do Brna.
Nejvíce tančila lyrické postavy a byla vyhledávanou představitelkou dívčích klasických rolí. Zahrála si například Julii v Romeovi a Julii, Marie v Bachčisarajské fontáně, Ženu-Smrt v Donu Quijotovi, Odettu-Odilii v Labutím jezeře, Annu II. v Sedmi smrtelných hříších, titulní role v Popelce a Signorině Gioventù a tančila i v Plesu kadetů, Sylfidách, Paganinim a v mnoho dalších inscenacích.
Mimo toho v letech 1950 až 1984 vyučovala na brněnské konzervatoři klasický balet. S jevištěm se rozloučila v roce 1973 v postavě Královny v baletu Sněhurka a sedm trpaslíků a pokračovala jako asistentka choreografů. V roce 1975 se stala baletní mistryní, do důchodu odešla v roce 1991 a jako pedagožka v divadle působila až do roku 2002, kdy odešla z divadla. Za svou práci obdržela za rok 2004 Cenu Thálie za celoživotní mistrovství v kategorii balet a pantomima a jiný tanečně dramatický žánr. Zemřela po těžké nemoci 1. ledna 2007 v Brně a poslední rozloučení se konalo 9. ledna v obřadní síni v Jihlavské ulici v Brně.

## Ocenění
- 1968 zasloužilý umělec
- 1994 Senior Prix nadace Život umělce
- 2004 Cena Thálie za celoživotní taneční mistrovství